# Rif, Island
Rif är en ort i republiken Island.   Den ligger i regionen Västlandet, i den västra delen av landet. Rif ligger 2 meter över havet. Antalet invånare är 131 (2022).

## Näringsverksamhet
Huvudnäringen i Rif är fiske i fjorden Breiðafjörður och många båtar fiskar där sommartid vilket ökar aktiviteten i hamnarna och även antalet bosatta. Hamnen i Rif är under utbyggnad.